# Bovina (Teksas)
Bovina je grad u američkoj saveznoj državi Teksas. Prema popisu stanovništva iz 2010. u njemu je živjelo 1.868 stanovnika.